# Zedtwitz

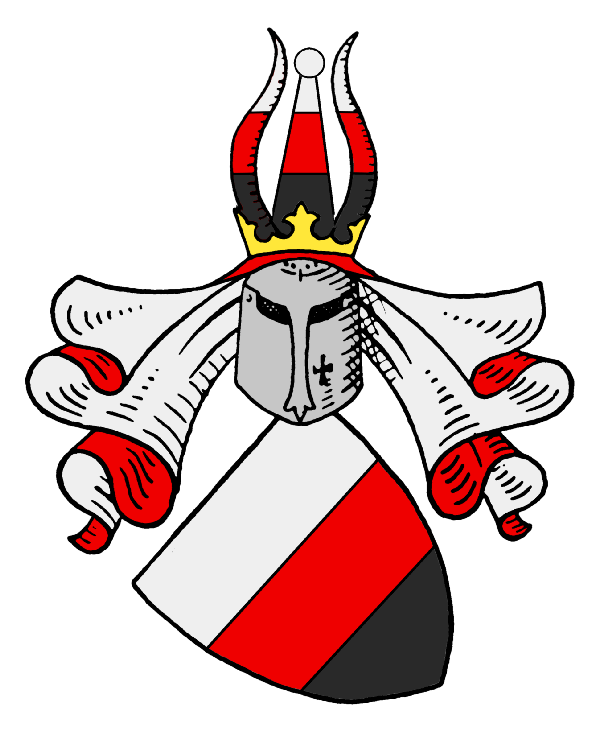
Stammwappen derer von Zedtwitz

Zedtwitz ist der Name eines fränkischen und böhmischen Adelsgeschlechts, das seit dem 13. Jahrhundert nachweisbar existiert. Die Familie gliedert sich in mehrere (reichs)gräfliche und freiherrliche Linien und Zweige.

## Geschichte

### Ursprung

Burgstall Zedtwitz, heute „Insel“ genannt

Namensgebender Stammsitz der Familie war die Herrschaft Zedtwitz im Bayerischen Vogtland (auch Regnitzland). Zedtwitz ist heute ein Gemeindeteil von Feilitzsch im Landkreis Hof in Oberfranken. Die fränkische Adelsfamilie kam wahrscheinlich im Gefolge der Vögte von Weida aus dem thüringischen Ort Veilsdorf. Als reichsfreie Ministeriale unterstanden sie zunächst unmittelbar Kaiser Friedrich Barbarossa und gehörten der vogtländischen Reichsritterschaft an.
Mit Ritter Georg von Zedtwitz wurden die Zedtwitzer erstmals 1235 urkundlich erwähnt. Die nächste nachweisliche Erwähnung der Familie datiert auf den 13. Oktober 1288 mit Berthold von Zedwitz. Die ununterbrochene Stammreihe des Geschlechts begann 1377 mit dem Burggräflich Nürnbergschen Rat Peter von Zedtwitz auf Asch, Krugsreuth, Grün, Schönbach und Neuberg.

### Mittelalter bis Neuzeit

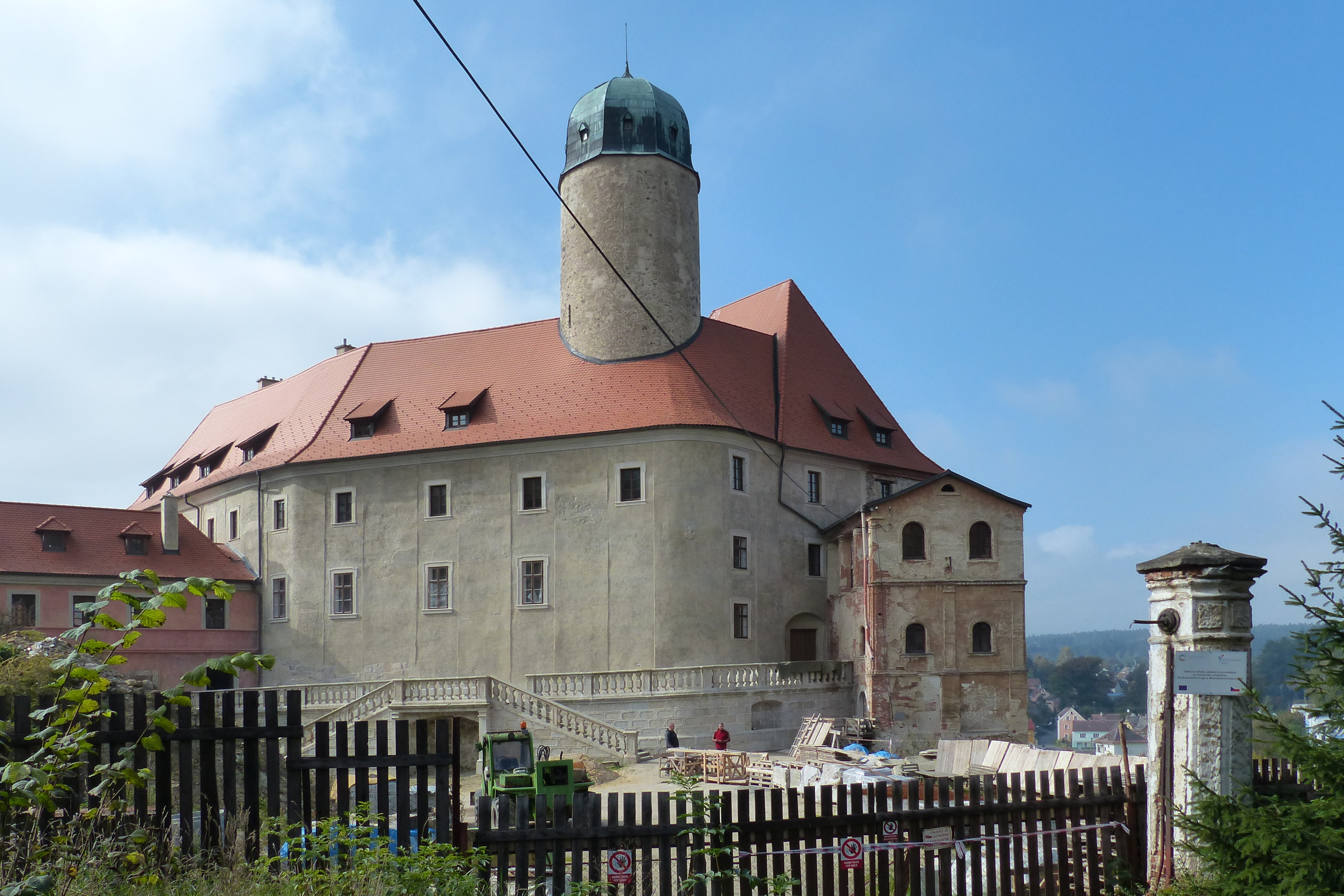
Schloss Libá (Liebenstein), 1426–1915 im Besitz der Familie

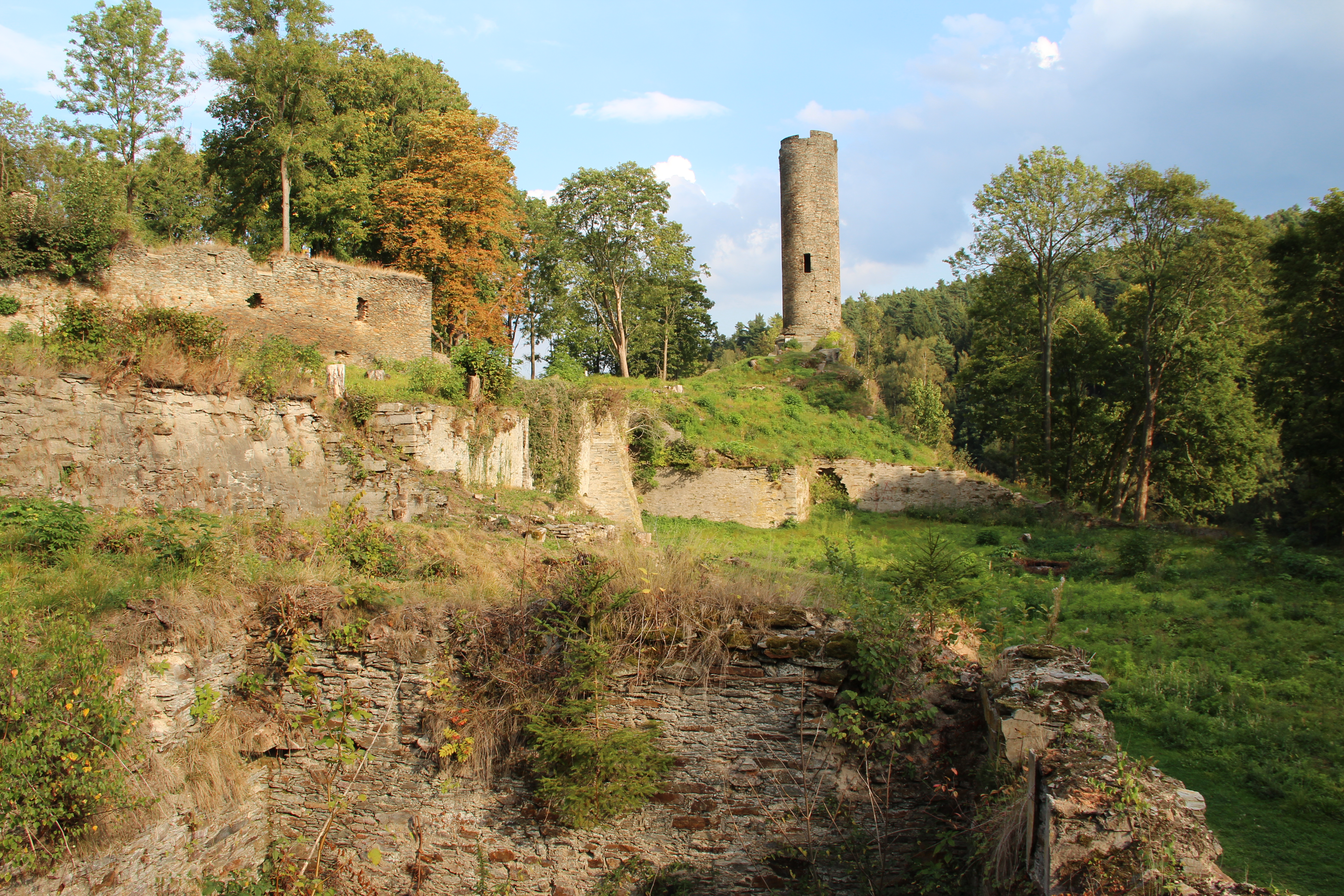
Burg Neuberk, ab 1392 im Besitz

Vom 13. bis 16. Jahrhundert saßen die Zedtwitzer auf der Herrschaft Zedtwitz im Ritterkanton Gebürg. Diese umfasste das wehrhafte Wasserschloss Zedtwitz, heute ein Burgstall, dem als Vorwerke Münchenreuth mit 16 Gütern (1502) und Rittersitze in Isaar (1412) und Töpen vorgelagert waren. 1502 ging das Schloss in Zedtwitz von den Zedtwitz auf das benachbarte Adelsgeschlecht von Feilitzsch über.
Die Zedtwitzer lassen sich außerdem auf einem ehemaligen Rittergut in Joditz und in Fattigsmühle nachweisen. Spuren haben sie mit Wappen in Töpen und am Döhlauer Altar und mit Grenzsteinen in Mühlbach aus dem 16. Jahrhundert und in Dobeneck hinterlassen. Fünf Grabplatten der Zedtwitzer befinden sich in der Pfarrkirche Isaar (u. a. 1572, 1614, 1628).
Ab 1394 herrschte die Familie rund 600 Jahre lang über die Herrschaft Asch im böhmischen Vogtland und seit 1426 durch Ankauf vom Vorbesitzer Hans von Sparneck auch über die Herrschaft Liebenstein. Asch hatte bis zum Sturz der Staufer zum Reichsland Eger gehört und war um 1254 Mittelpunkt einer um die Burg Neuberk gebildeten eigenen Herrschaft. Diese umfasste die Stadt Asch nebst 18 Dörfern. Die Herrschaft Asch war reichsunmittelbares Lehen der Krone Böhmen und gehörte keinem Reichskreis an. Im Westfälischen Frieden von 1648 wurde ihr die Reformation bestätigt. Nach den vergeblichen Versuchen von 1736 und 1746 mediatisierte Erzherzogin Maria Theresia von Österreich die Herrschaft Asch am 16. Dezember 1774 nach langem Widerstand der Zedtwitzer. Dadurch verlor das Ascher Ländchen seine Unabhängigkeit und wurde ein Bestandteil von Böhmen. An der Stelle des einstigen Zedtwitz’schen Schlosses in Asch befindet sich das Stadtmuseum Aš.
Am Ende des 16. Jahrhunderts ließen die von Zedtwitz ein Renaissancefort (wasserburgartige Festung) in Königswart errichten, das spätere Besitzer zum mehrmals umgestaltetem historistischem Schloss Königswart umbauten. 1623 oder 1631 wurden Herrschaft und Festung Königswart an die Grafen von Metternich verkauft.
Der Stamm Liebenstein wurde 1766 (Bestätigung zusammen mit dem Stamm Neuberg 1790) in den Reichsgrafenstand erhoben. Die Standeserhebung der Linien Zedtwitz auf Asch und Schönbach usw. sowie der ganzen Linie auf Asch in den Reichsgrafenstand und bayerischen Grafenstand erfolgte am 25. August 1790 durch den Reichsvikar Kurfürst Karl Theodor von Pfalzbayern in München.

### Moderne bis Gegenwart
Der Zweig Asch ließ sich in der zweiten Hälfte des 19. Jahrhunderts in Moravan (Slowakei) und Duppau (Herrschaft mit Schloss, um 1950 zerstört, Zedtwitz’sche Grabkapelle als Ruine erhalten) nieder. Mit der Vertreibung nach dem Zweiten Weltkrieg aus der Tschechoslowakei fand jedoch die Geschichte aller Zedtwitzlinien und -zweige in Böhmen und der Slowakei ein Ende. Heute leben die Familienangehörigen über die ganze Welt verstreut.

## Linien und Zweige
- I. Linie Stammvater: Konrad (urkundl. 1403; † 1422)
  - 1. Ast Stammvater: Karl-Joseph (1663–1742)
    - 1. Zweig Ober-Neuberg Stammvater: Wolf Christoph (1691–1739)
    - 2. Zweig Unter-Neuberg im eigenen Stamm erloschen
    - 3. Zweig Neuschloß-Sorg Stammvater: Karl Joseph Ferdinand (1730–1811)

  - 2. Ast Stammvater: Hans Christoph (1664–1746)
    - 1. Zweig von Moravan und Duppau (früher Asch) Stammvater: Georg Adam (1692–1774)
    - 2. Zweig Schönbach Stammvater: Ludwig (1735–1795)
- II. Linie Zedtwitz-Liebenstein Stammvater: Klemens (1814–1896)

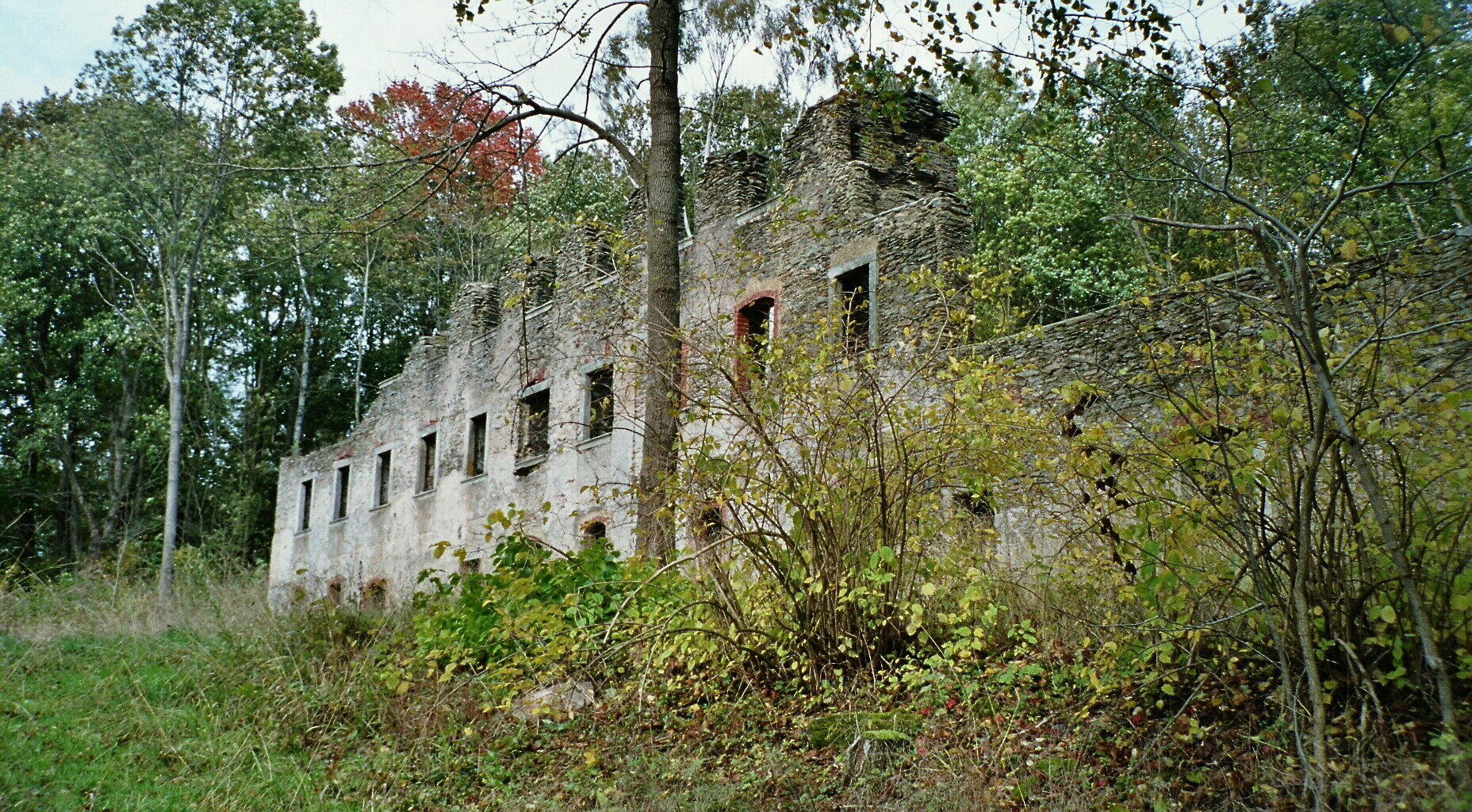
Reste des 1902 abgebrannten Schlosses Oberteil in Neuberg bei Asch
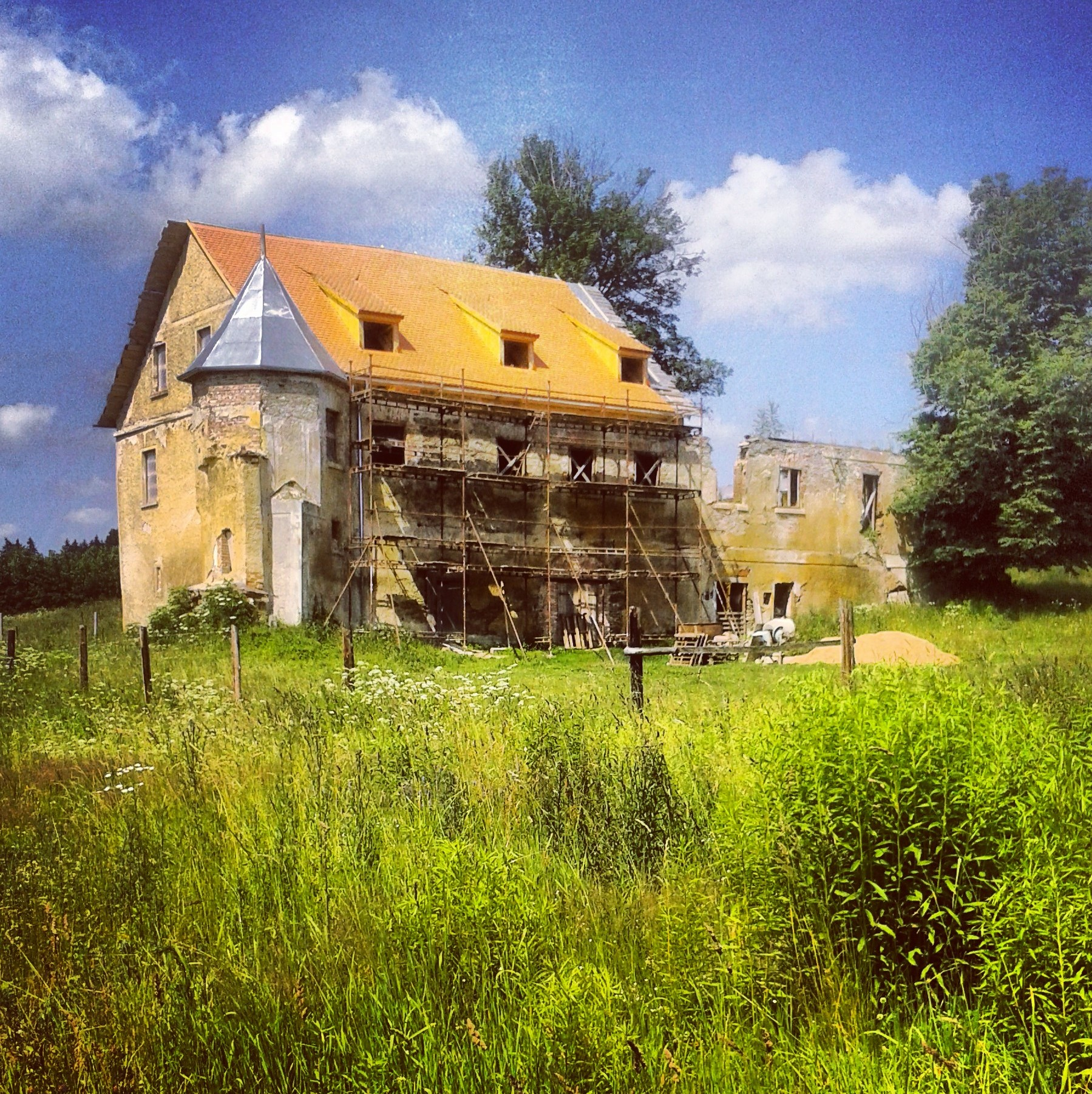
Schloss Kopaniny (Krugsreuth bei Asch)
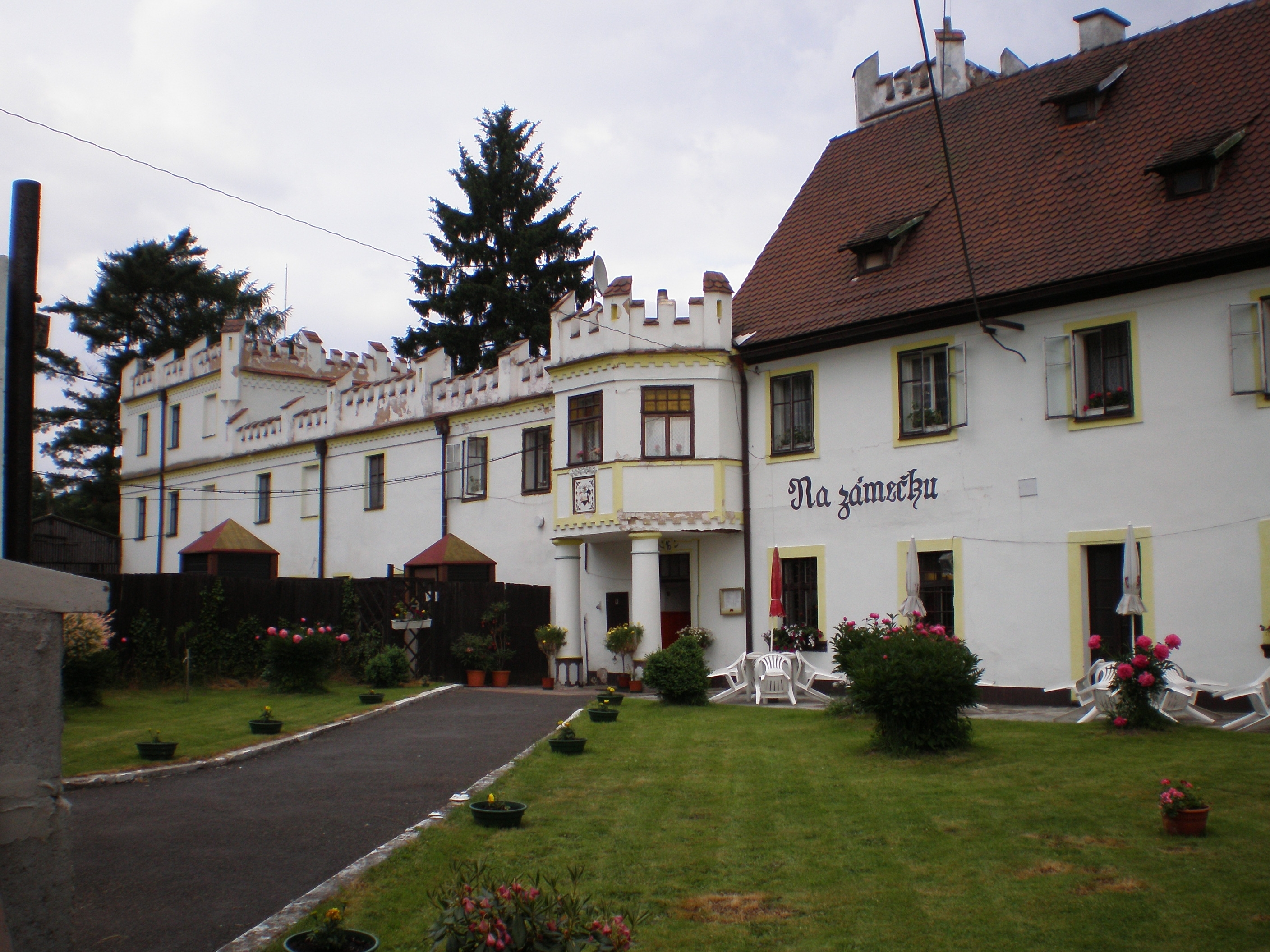
Schloss Doubrava (Aš) (Grün bei Asch)
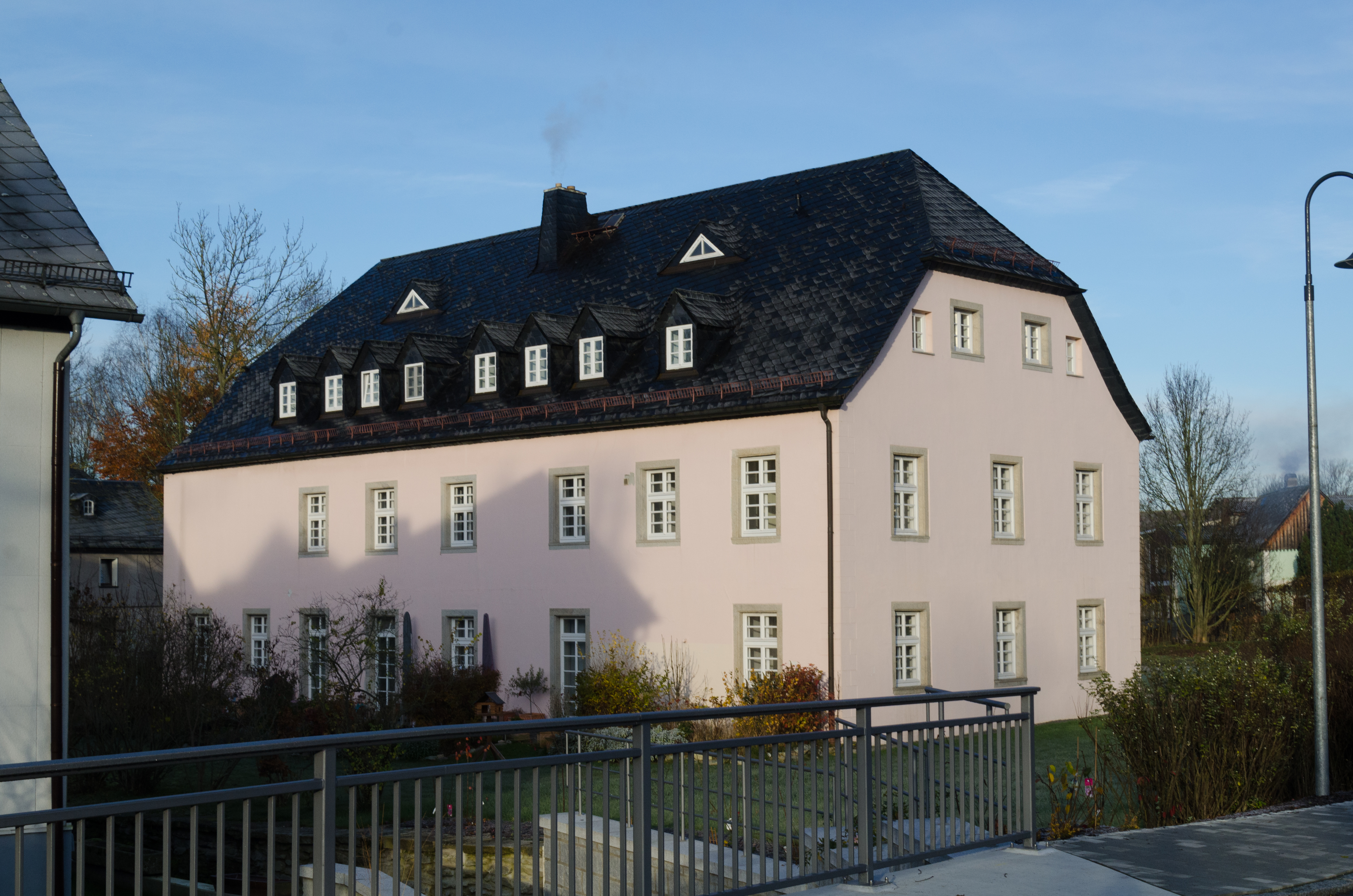
Schloss Töpen
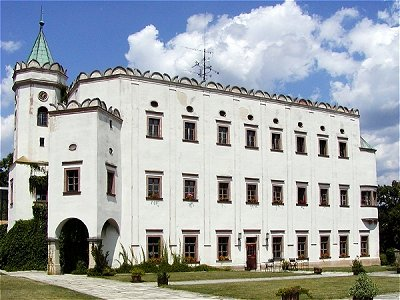
Schloss Moravan, Slowakei
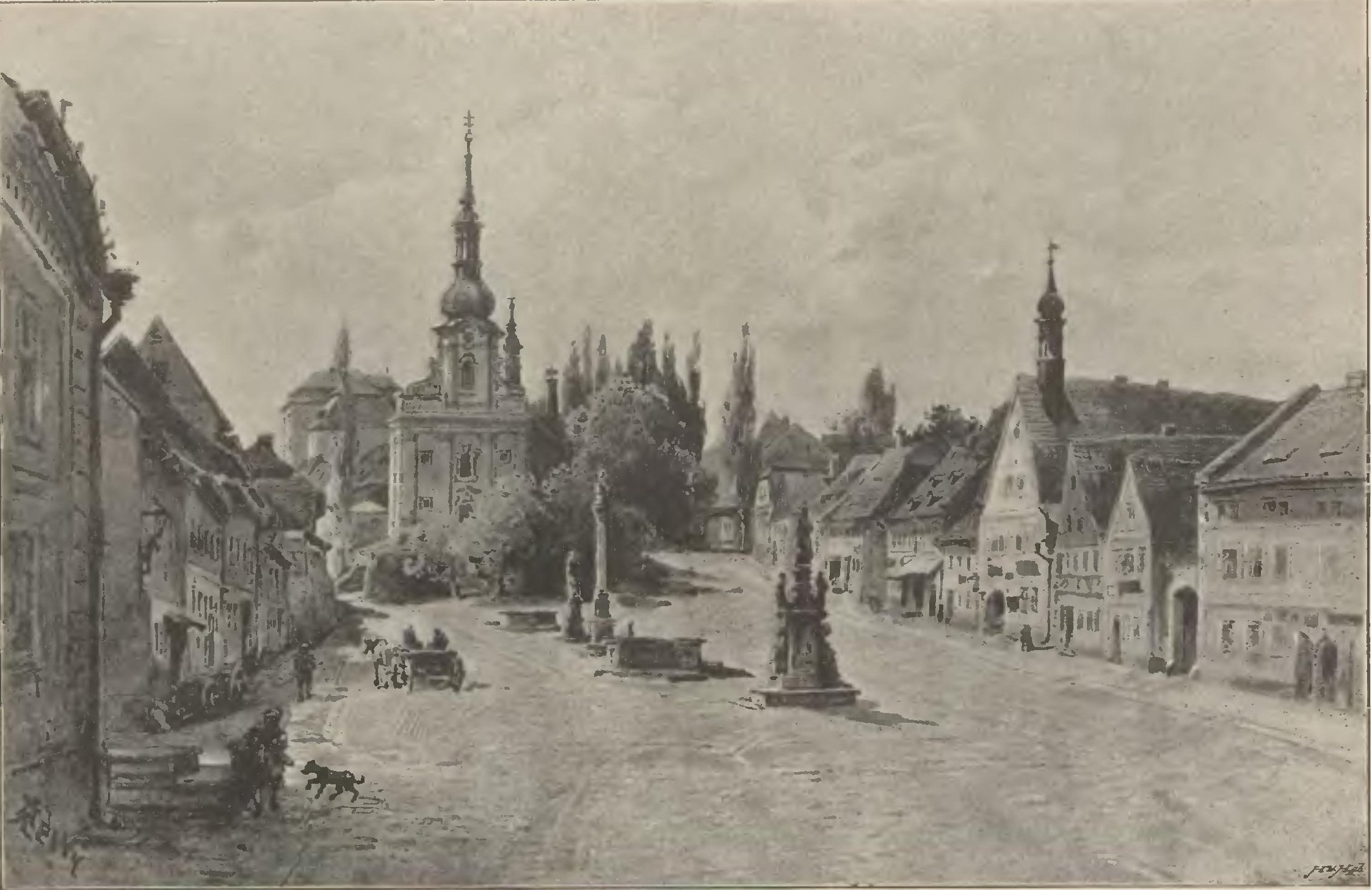
Duppau, Nordwestböhmen (1896)

## Wappen
Das Stammwappen ist von Silber und Rot und Schwarz geteilt. Auf dem Helm mit schwarz-silbernen Decken ein wie der Schild bezeichneter Spitzhut mit Knopf zwischen zwei wie der Schild bezeichneten Büffelhörnern.
Aufgrund der Wappengleichheit mit den Familien von Feilitzsch, von Röder und den egerländischen von der Heydte (Heydte) gibt es Grund zur Annahme, dass diese Familien aus der südthüringischen Adelsfamilie von Veilsdorf hervorgegangen sind. Wappenverwandt (mit denselben Farben, aber in anderer Anordnung) sind auch die von Hundelshausen, von Machwitz, von Gößnitz, von Perglas sowie die von Radwitz/von Redwitz. Eine Verwandtschaft erscheint aufgrund der Wappenähnlichkeiten und der Herkunft aus dem Grenzgebiet von Thüringen, Oberfranken und Sachsen (Vogtland) sowie dem böhmischen Egerland zumindest möglich.
Die Gemeindewappen der Orte Zedtwitz und Liebenstein tragen die Zedtwitz-Farben. Im Scheiblerschen Wappenbuch ist das Wappen mit Zabitz beschriftet (ähnlich Rebitz für Redwitz).

Wappen
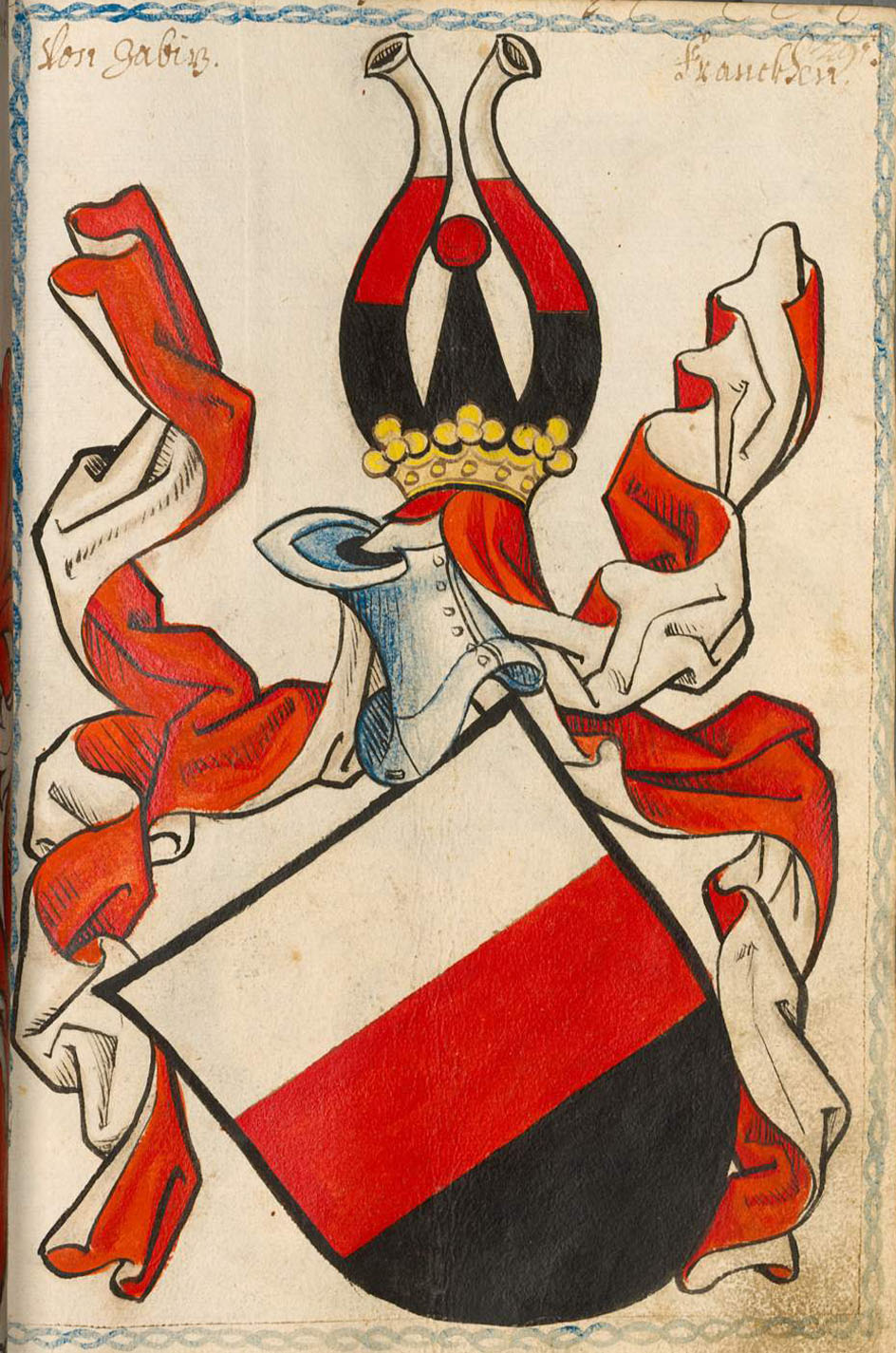
Wappen nach dem Scheibler’schen Wappenbuch
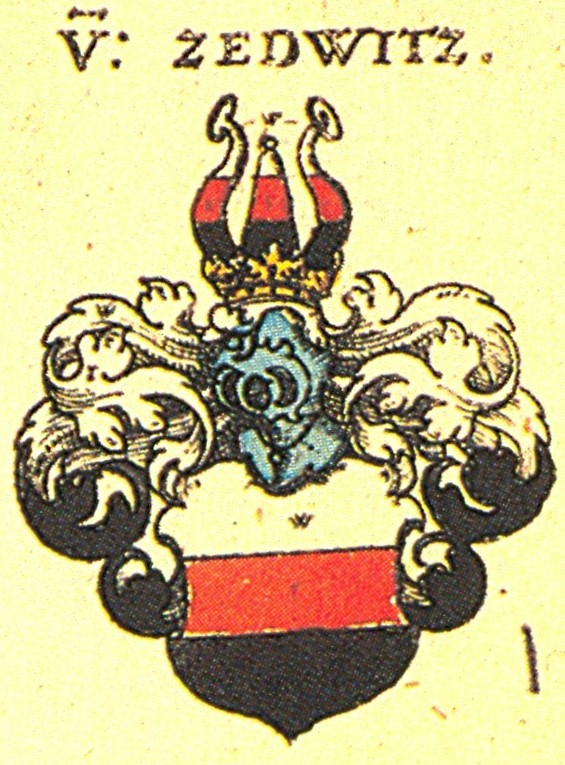
Wappen nach Siebmachers Wappenbuch
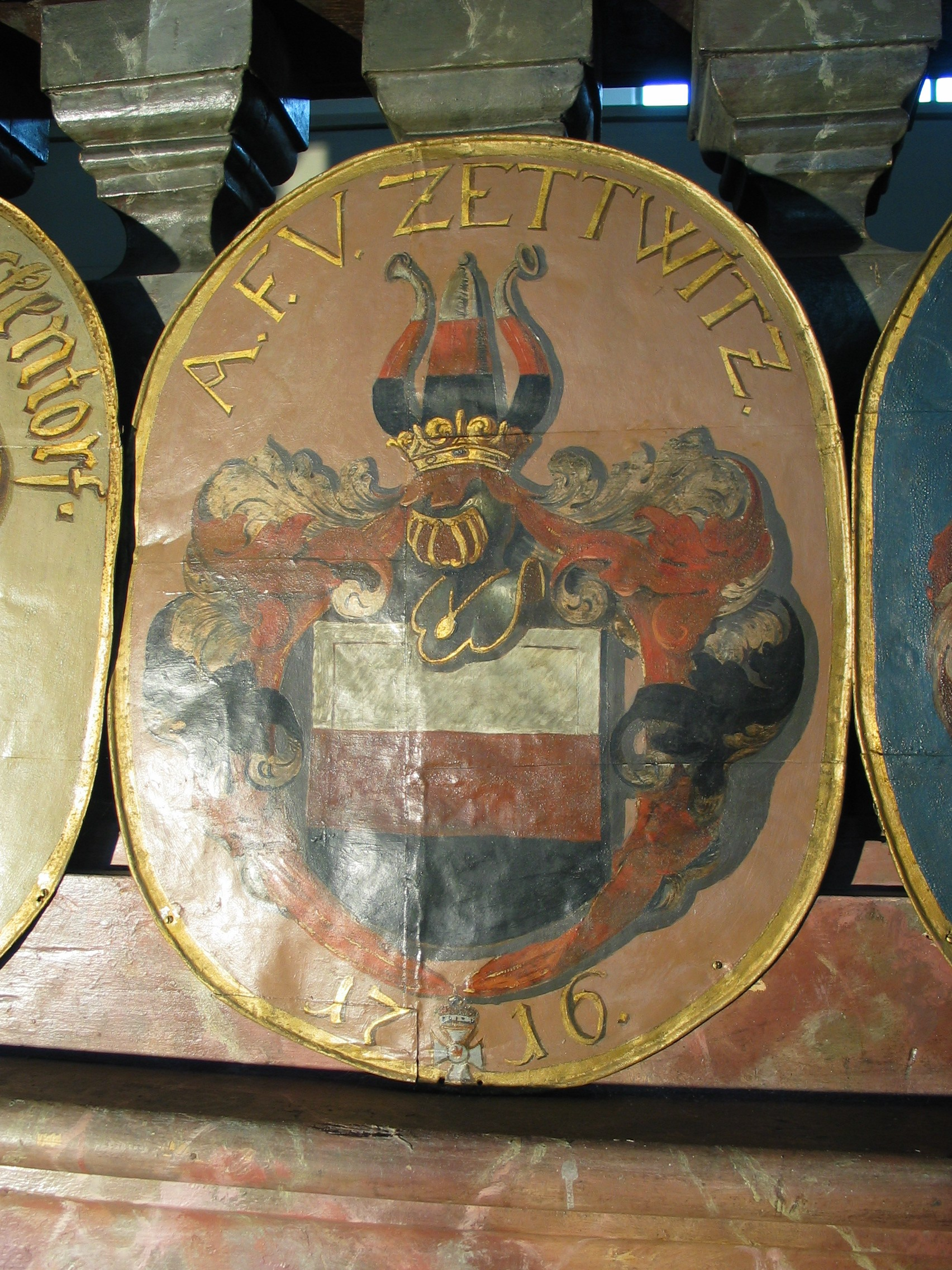
Anton Ferdinand von Zedtwitz im Roten Adlerorden, Ordensschild in der Ordenskirche in St. Georgen (Bayreuth)
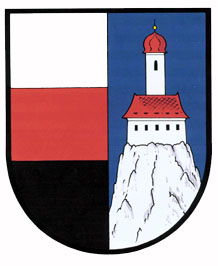
Wappen von Libá

## Bekannte Familienmitglieder
- Konrad von Zedtwitz (1410–1459), Herr auf Asch
- 1470 Zedwicze vor dem Behaimer Wald[6]

Heincz, Vetter, Lienhart, Ulrich – Gebrüder von Zedwicz zum Libenstein
- 1470 Ritter und Knecht von Zedwicz in der Voytlande

Cunrat, Balthasar, Veyt, Jörg von Zedwicz zu Neitperg; Cunz der Elter; Erhart und Peter von Zedwicz zu Hirsberg; Jörg von Zedwicz zu Tieffendorf; Cristoffel und Hanns von Zedwicz zu Tepen, Jan von Zedwicz; Sittich von Zedwicz zu Brambach; Nickel und Antony von Zedwicz zu Goczmansgrun
- Sittich von Zedtwitz, Hauptmann, Anführer eines Truppenkontingents, das die sächsischen Herzöge Ernst und Albrecht dem Kaiser zum Kampf gegen die Türken zur Verfügung gestellt hatten, das aber tatsächlich im Krieg gegen Matthias Corvinus eingesetzt wurde. Er eskortierte Erzherzogin Kunigunde von Österreich 1481 von Wien nach Graz.
- Erhard, Heinz, Jork, Kunz, Linhard und Ulrich von Zed(t)witz, Mitglieder der Turniervereinigung von 1481
- 1484 Jorg von Zedwicz auf dem Turniere zu Stuttgart (Longol., Sich. Nachr. VII, 329.)
- Margareta von Zedtwitz († 10. Oktober 1499), Äbtissin von Kloster Himmelkron von 1484 bis 1499
- Hans von Zedtwitz begleitete Friedrich den Weisen von Sachsen 1521 zum Reichstag nach Worms.
- Margaretha von Zedtwitz († 1525), letzte Äbtissin von Kloster Sonnefeld
- Veronika von Zedtwitz, war die erste Nonne im Kloster Hof, die zum Protestantismus überwechselte, das Klosterleben 1532 aufgab und den Rektor des Hofer Gymnasiums Conrad Meyer, Nachfolger von Nikolaus Medler, heiratete.[8][9]
- Christoph von Zedtwitz, verteidigender Hauptmann bei der Belagerung von Hof 1553
- Christoph Heinrich von Zettwitz, 1587 Herr auf Schloss Fronberg bei Schwandorf

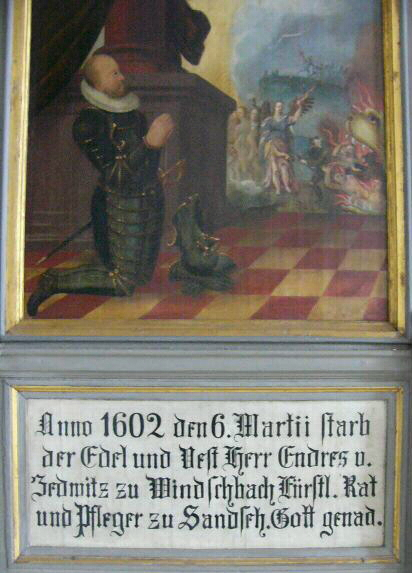
Ausschnitt aus dem Epitaph des Endres von Zedwitz in der evangelischen Kirche von Absberg. Die Inschrift lautet: Anno 1602 den 6. Martii starb der Edel und Vest Herr Endres v. Zedwitz zu Windschbach Fürstl. Rat und Pfleger zu Sandsch. Gott genad. Das Bild zeigt neben dem Ritter eine sehr spannungsgeladene Darstellung des Jüngsten Gerichts

- Franz Graf von Zedtwitz, Generalmajor, Inhaber des 5. Königlich Bayerischen Füsilier-Regiments Graf Zedtwitz (1791–1792)
- Friedrich von Zedtwitz, Bergmeister in Marienberg und Annaberg (1811–1834)[10]
- Clemens Graf von Zedtwitz-Liebenstein[11] (1814–1896), Dialektdichter
- Curt Franz Graf Zedtwitz von Moraván und Duppau (1822–1909), Herr auf Duppau mit Sachsengrün und Moraván mit Duzó, Hubina, Nagy und Kis-Modó, Ó- und Új-Lehota, K.u.K. Kammerherr, Geheimer Rat, Oberstleutnant
- Adolph Graf von Zedtwitz[12] (1823–1895), Hygieniker, Philanthrop
- Ernestine von Fricken, verh. Gräfin von Zedtwitz[13] (1816–1844), Pianistin, vorübergehend mit Robert Schumann verlobt

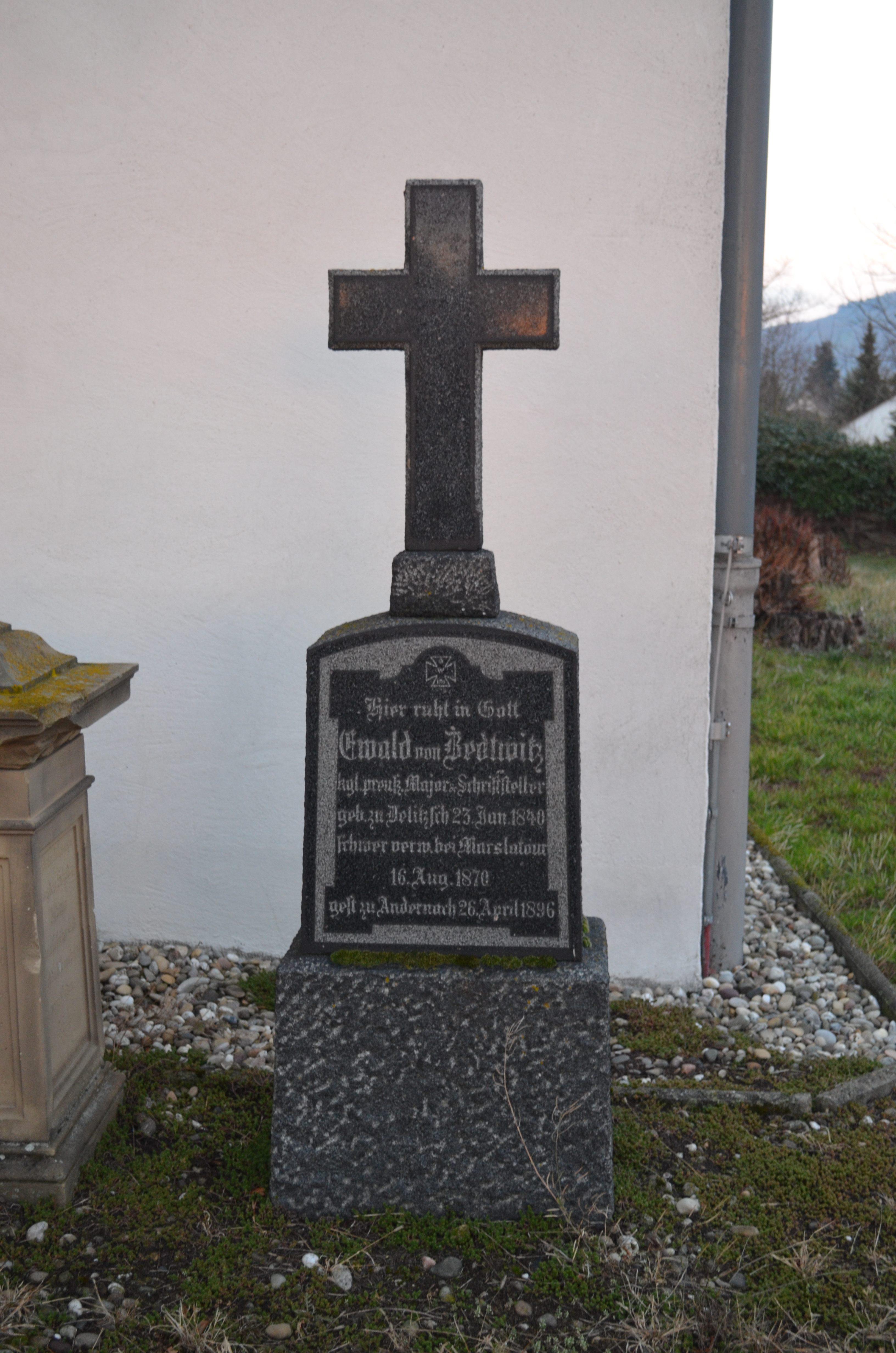
Grab von Ewald von Zedtwitz

- Ewald von Zedtwitz[14] (1840–1896), Romanschriftsteller (Pseudonym Wald-Zedtwitz), Bezirkskommandeur in Halberstadt
- Curt Freiherr von Zedtwitz (1851–1896), Gesandter, Segler
- Friedrich Graf Zedtwitz, Oberst, Kommandant des 10. Böhmischen Dragoner-Regiments (1849)
- Georg-Volkmar Graf Zedtwitz von Arnim (1925–1993), Journalist und Schriftsteller (Tu Gutes und rede darüber, Ein Ruf wie Donnerhall. Deutschenspiegel)
- Heinrich Albrecht Julius Graf von Zedtwitz (1869–1950), Sektionschef i. R., Oberkirchenrat, letzter Namensträger des Zweiges Unter-Neuberg
- Hubertus Graf Zedtwitz, Deutscher Meister der Berufsreiter (Dressur) 2002
- Joachim von Zedtwitz, Kommandant der Plassenburg während der Belagerung im Zweiten Markgrafenkrieg (siehe auch Belagerung von Kulmbach und der Plassenburg)
- Joachim von Zedtwitz (1910–2001), Arzt und Fluchthelfer[15], Gerechter unter den Völkern
- Jobst von Zedtwitz, Anführer einer Reiterschar, die Bischof Melchior Zobel am 15. April 1558 gefangen nehmen wollte[16]
- Johann Franz Anton von Zedtwitz (1713–1784), zuletzt k.k. Generalfeldzeugmeister, Oberkommandierender des Banats, k.k. Kämmerer und „Wirklich Geheimer Rat“, ab 1780 Inhaber eines k.k. Infanterie-Regiments (vormals „Moltke“, Infanterie-Regiment Nr. 13), geriet als Generalfeldwachtmeister am 12. Mai 1762 mit seinem Korps bei Döbeln (Gefecht bei Döbeln) in preußische Kriegsgefangenschaft
- Peter Emanuel Freiherr von Zedtwitz-Liebenstein (1715–1786), Staatsminister am Kurpfälzischen Hof in Mannheim
- Ludwig Friedrich Ferdinand von Zedtwitz (1777–1860), Sekretär und Abgeordneter im Sächsischen Landtag
- Peter Anton Graf Zedtwitz, Oberstkommandant des 2. Bayerischen Chevaulegers-Regiments „Taxis“ (1800–1804)
- Johann-Franz Graf Zedtwitz, Feldmarschalleutnant, Inhaber des KuK Infanterie Regiments 25 (1808–1809), auch Julius Franz oder Franz Julius von Z. genannt, begleitete 1805 das preußische Königspaar als Stadtkommandant in Eger (Cheb).
- Rudolf Heinrich von Zedtwitz (1819–1901), preußischer Generalmajor
- Karl Maximilian Graf Zedtwitz (1844–1908), Politiker und Direktor der böhmischen Landesbank sowie Mitglied des Reichsrates
- Margit Gräfin Zedtwitz (1886–1973), zweite Ehefrau von Alexander Friedrich Lothar Graf von Faber-Castell
- Waldemar Freiherr von Zedtwitz (1896–1984), Stifter des Bridgewettbewerbs Life Master Pairs von Zedtwitz Gold Cup
- Kurt von Zedtwitz, Komponist (Die Jagd nach dem Glück, symphonische Dichtung für Orchester, 1896)[17]
- Marianne Gräfin Zedtwitz (1911–1994), Äbtissin des Kraichgauer Adelige Damenstifts (1981–1994)
- Moritz Curt Freiherr von Zedtwitz (1851–1896), deutscher Diplomat
- Nikolaus Graf von Zedtwitz, emeritierter Dekan der Katholischen Kirche Heidelberg, Pfarrer in Mannheim, Heilig-Geist-Kirche, Seelsorgeeinheit Mannheim am Luisenpark
- Franz Xaver Graf Zedtwitz (1906–1942), Zoologe, Schriftsteller (Feldmünster, Tiergeschichten…), Kriegsberichterstatter
- Amadeo Graf von Zedtwitz († 1981), Industrieberater, Stiefvater von Georg-Volkmar Graf Zedtwitz von Arnim
- Paul Zedtwitz (1911–1996), ab 1964 erster österreichischer Botschafter in Äthiopien[18]
- Peter Graf von Zedtwitz, emeritierter Direktor des Päpstlichen Werks für geistliche Berufe, Stadtpfarrer in St. Albert-Bischofslinde, Freiburg